# Astyochia vidra
Astyochia vidra là một loài bướm đêm trong họ Geometridae.